# Folkdräkter från Småland

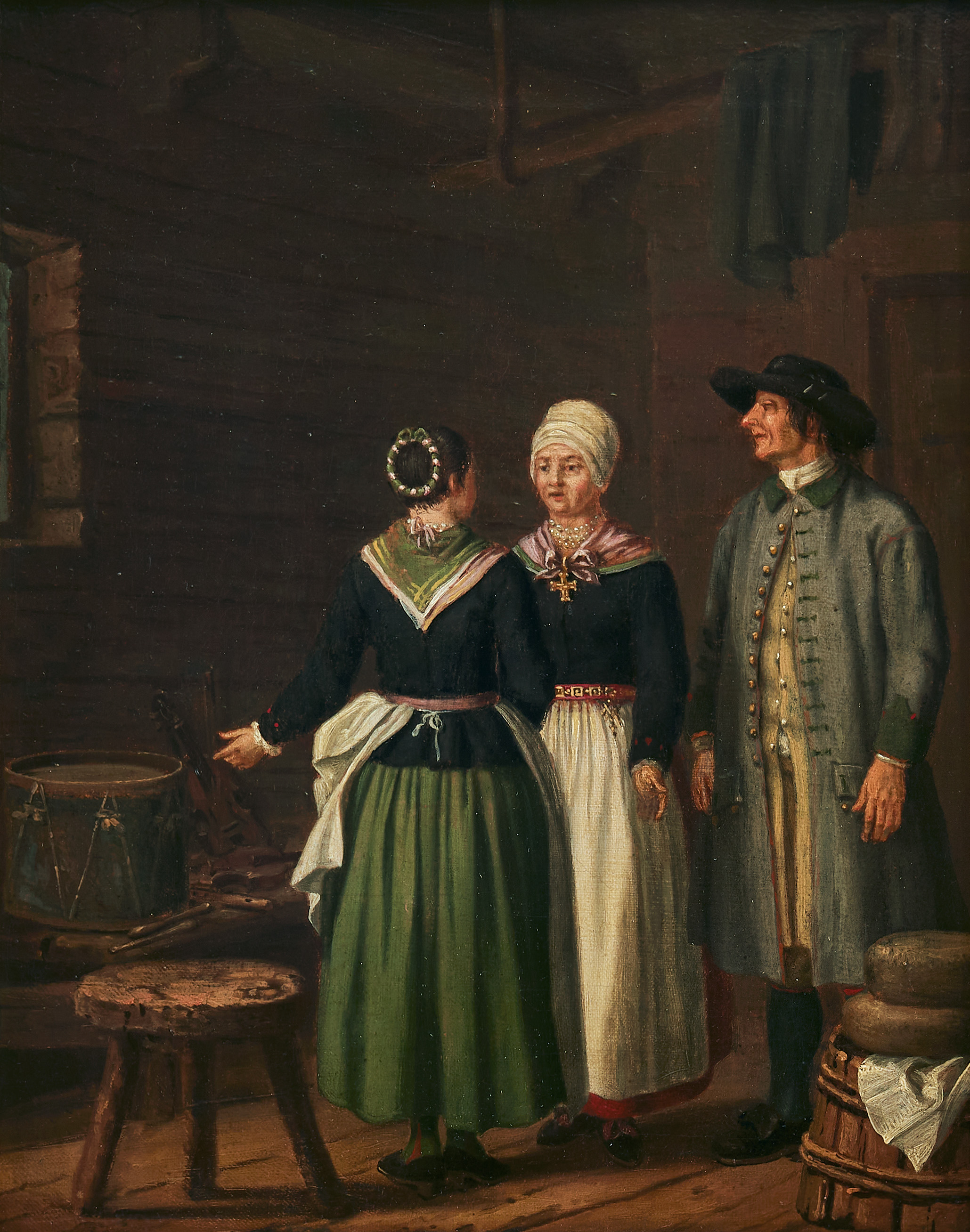
Smålänningar från Värend på en målning av Pehr Hilleström, troligen från 1780-talet.

Småländska folkdräkter är svenska folkdräkter från Småland. Småland har 44 dräkter, 31 kvinnliga och 12 manliga.
I tabellen nedan ses en förteckning över de 44 småländska folkdräkterna. I tabellen ses var dräkten kommer ifrån, om det är en kvinno- eller mansdräkt, om den är dokumenterad, rekonstruerad eller komponerad, när den återupptogs i bruk, om det finns varianter samt ytterplagg. Tabellen bygger på Ulla Centergrans inventering av folkdräkter i Sverige 1988-1993, som publicerades i bokform av Nämnden för hemslöjdsfrågor och LRF:s kulturråd 1993. Syftet var att underlätta för den som ville skaffa sig en egen dräkt att lättare få en överblick över de som fanns. Då landskaps- och länsgränser inte sammanfaller anges län i tabellen.

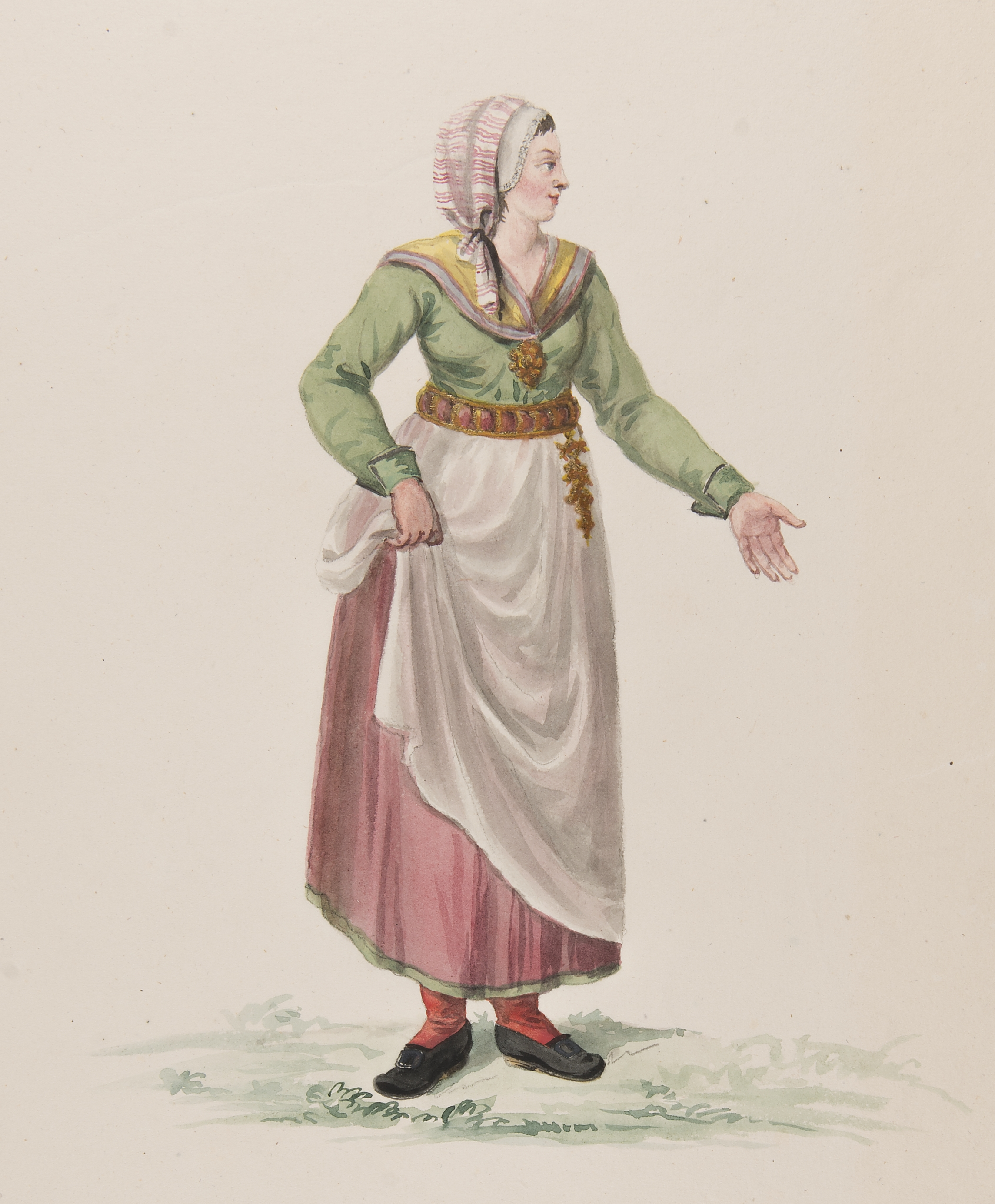
Kvinna från Småland, akvarell av Carl Wilhelm Swedman, troligen tidig 1800-tal
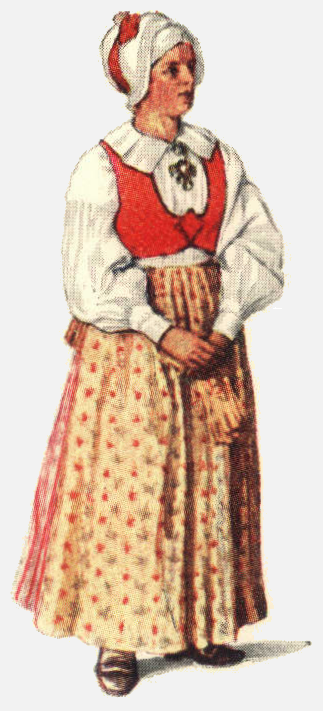
Folkdräkt, Sunnerbo härad, Nordisk familjebok

| Län            | Dräkt                     | Kön    | Ursprung      | Återupptogs          | Finns varianter | Ytterplagg  | Källa |
| Jönköpings län | Barkeryd                  | Kvinna | Rekonstruerad | 1970-talet           |                 |             | [ 1 ] |
| Jönköpings län | Burseryd                  | Kvinna | Rekonstruerad | 1958                 |                 |             | [ 1 ] |
| Jönköpings län | Norra Mo härad            | Kvinna | Rekonstruerad | 1945                 |                 |             | [ 1 ] |
| Jönköpings län | Norra Vedbo härad         | Kvinna | Rekonstruerad | 1948                 | Ja              |             | [ 1 ] |
| Jönköpings län | Norra Vedbo härad         | Man    | Rekonstruerad | 1948                 |                 |             | [ 1 ] |
| Jönköpings län | Ramkvilla                 | Kvinna | Komponerad    | 1979                 |                 |             | [ 1 ] |
| Jönköpings län | Södra Vedbo               | Kvinna | Rekonstruerad | 1934, omarbetad 1956 |                 |             | [ 1 ] |
| Jönköpings län | Tabergs bergslag          | Kvinna | Komponerad    | 1934, omarbetad 1984 |                 |             | [ 1 ] |
| Jönköpings län | Tveta härad               | Kvinna | Rekonstruerad | 1950-talet           |                 |             | [ 1 ] |
| Jönköpings län | Vireda                    | Kvinna | Rekonstruerad | 1970-talet           |                 |             | [ 1 ] |
| Jönköpings län | Vireda                    | Man    | Komponerad    | 1970-talet           |                 |             | [ 1 ] |
| Jönköpings län | Visingsö                  | Kvinna | Komponerad    | 1933                 |                 |             | [ 1 ] |
| Jönköpings län | Visingsö                  | Man    | Komponerad    | 1933                 |                 |             | [ 1 ] |
| Jönköpings län | Vista härad               | Kvinna | Rekonstruerad | 1930, omarbetad 1959 |                 |             | [ 1 ] |
| Jönköpings län | Vista härad               | Man    | Rekonstruerad | 1930, omarbetad 1959 |                 |             | [ 1 ] |
| Jönköpings län | Västbo härad              | Kvinna | Dokumenterad  | 1907                 | Ja              | Tröja       | [ 1 ] |
| Jönköpings län | Västbo härad              | Man    | Dokumenterad  | 1907                 | Ja              | Tröja, rock | [ 1 ] |
| Jönköpings län | Västra härad, sommardräkt | Kvinna | Dokumenterad  | 1950-talet           |                 |             | [ 1 ] |
| Jönköpings län | Östbo härad               | Kvinna | Rekonstruerad | 1927, omarbetad 37   |                 |             | [ 1 ] |
| Jönköpings län | Östra härad               | Kvinna | Dokumenterad  | 1909                 | Ja              | Tröja       | [ 1 ] |
| Jönköpings län | Östra härad               | Man    | Dokumenterad  | 1923                 |                 |             | [ 1 ] |
| Kronobergs län | Allbo                     | Kvinna | Dokumenterad  | 1979                 |                 | Slängkappa  | [ 1 ] |
| Kronobergs län | Ryssby                    | Kvinna | Komponerad    | 1991                 |                 |             | [ 1 ] |
| Kronobergs län | Sunnerbo                  | Kvinna | Dokumenterad  | 1922                 |                 |             | [ 1 ] |
| Kronobergs län | Värend                    | Kvinna | Dokumenterad  | 1900 (sekelskiftet)  |                 | Slängkappa  | [ 1 ] |
| Kronobergs län | Värend                    | Man    | Rekonstruerad | 1920-talet           |                 | Tröja       | [ 1 ] |
| Kronobergs län | Åseda                     | Kvinna | Rekonstruerad | 1953                 |                 |             | [ 1 ] |
| Kalmar län     | Aspeland                  | Kvinna | Rekonstruerad | 1944                 | Ja              |             | [ 1 ] |
| Kalmar län     | Aspeland                  | Man    | Rekonstruerad | 1955                 |                 |             | [ 1 ] |
| Kalmar län     | Handbörd                  | Kvinna | Komponerad    | 1955                 |                 |             | [ 1 ] |
| Kalmar län     | Kristdala                 | Kvinna | Komponerad    | 1933                 |                 |             | [ 1 ] |
| Kalmar län     | Misterhult                | Kvinna | Rekonstruerad | 1936                 |                 |             | [ 1 ] |
| Kalmar län     | Misterhult                | Man    | Rekonstruerad |                      |                 |             | [ 1 ] |
| Kalmar län     | Mörlunda                  | Kvinna | Komponerad    | 1977                 |                 |             | [ 1 ] |
| Kalmar län     | Sevede                    | Kvinna | Rekonstruerad | 1936                 |                 |             | [ 1 ] |
| Kalmar län     | Sevede                    | Man    | Rekonstruerad |                      |                 |             | [ 1 ] |
| Kalmar län     | Stranda                   | Kvinna | Komponerad    | 1963                 |                 |             | [ 1 ] |
| Kalmar län     | Södra Möre                | Kvinna | Dokumenterad  | 1925, omarbetad 1978 |                 |             | [ 1 ] |
| Kalmar län     | Södra Möre                | Man    | Rekonstruerad | 1930-talet           |                 |             | [ 1 ] |
| Kalmar län     | Tjust                     | Kvinna | Rekonstruerad | 1919                 |                 |             | [ 1 ] |
| Kalmar län     | Tjust                     | Man    | Rekonstruerad |                      |                 |             | [ 1 ] |
| Kalmar län     | Tjust sommardräkt         | Kvinna | Dokumenterad  | 1935, omarbetad 1983 |                 |             | [ 1 ] |
| Kalmar län     | Ålem                      | Kvinna | Komponerad    | 1980-talet           |                 |             | [ 1 ] |

## Bilder

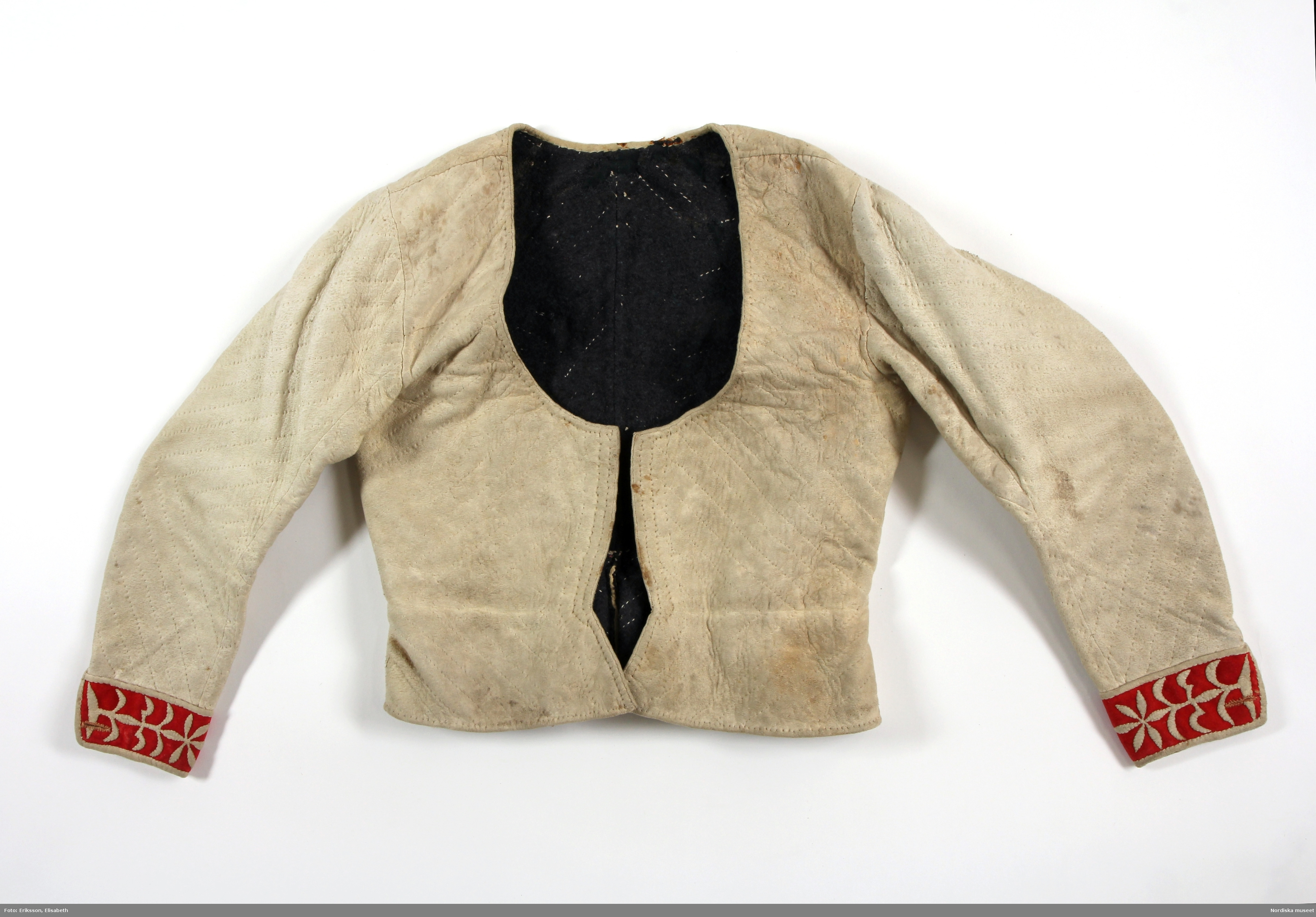
Kvinnotröja av ljust sämskskinn, med diagonala sticksömsrader över hela tröjan. Från Sunnerbo hd Annerstad.
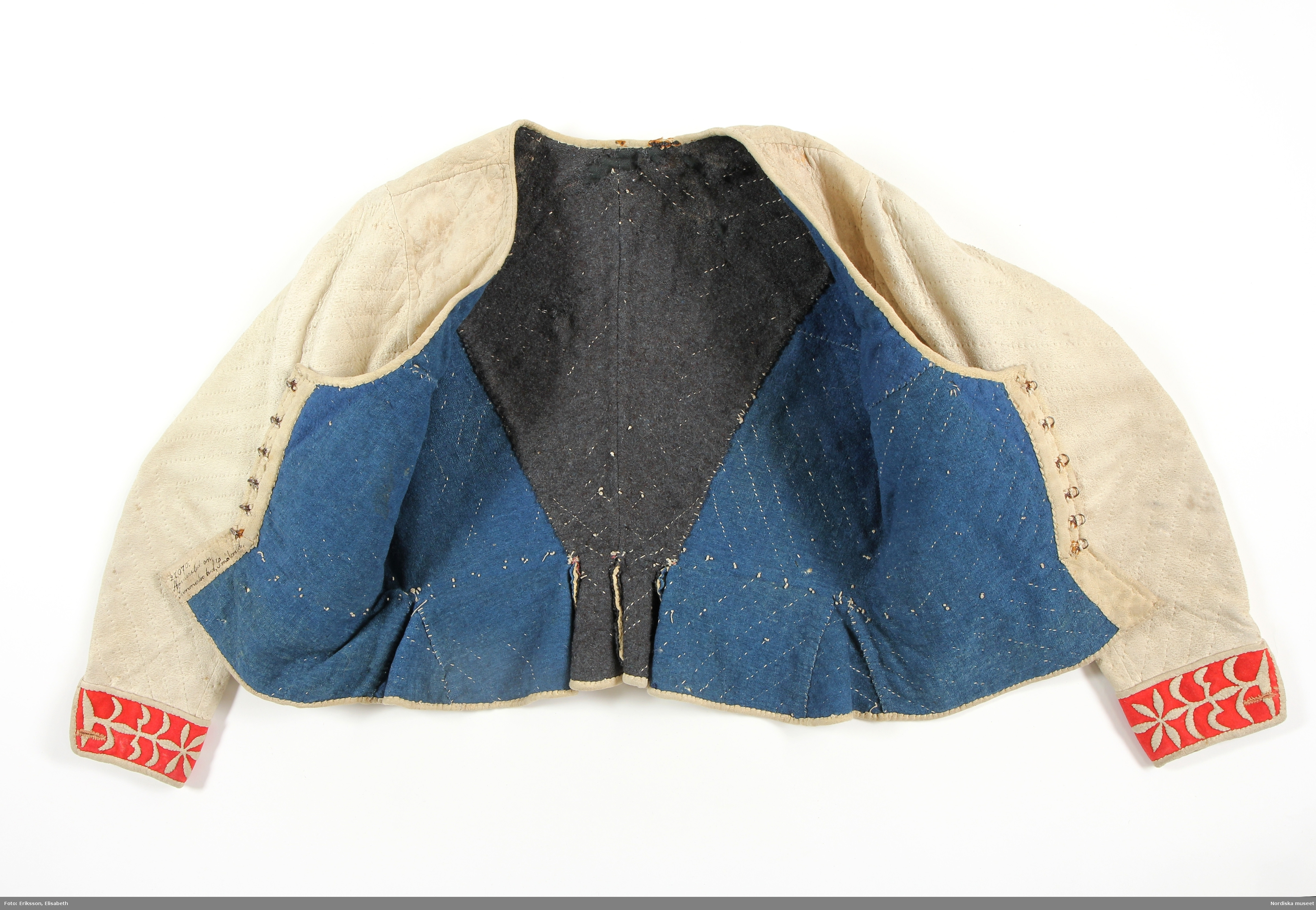
Kvinnotröja av ljust sämskskinn, med diagonala sticksömsrader över hela tröjan.  Från Sunnerbo hd Annerstad.
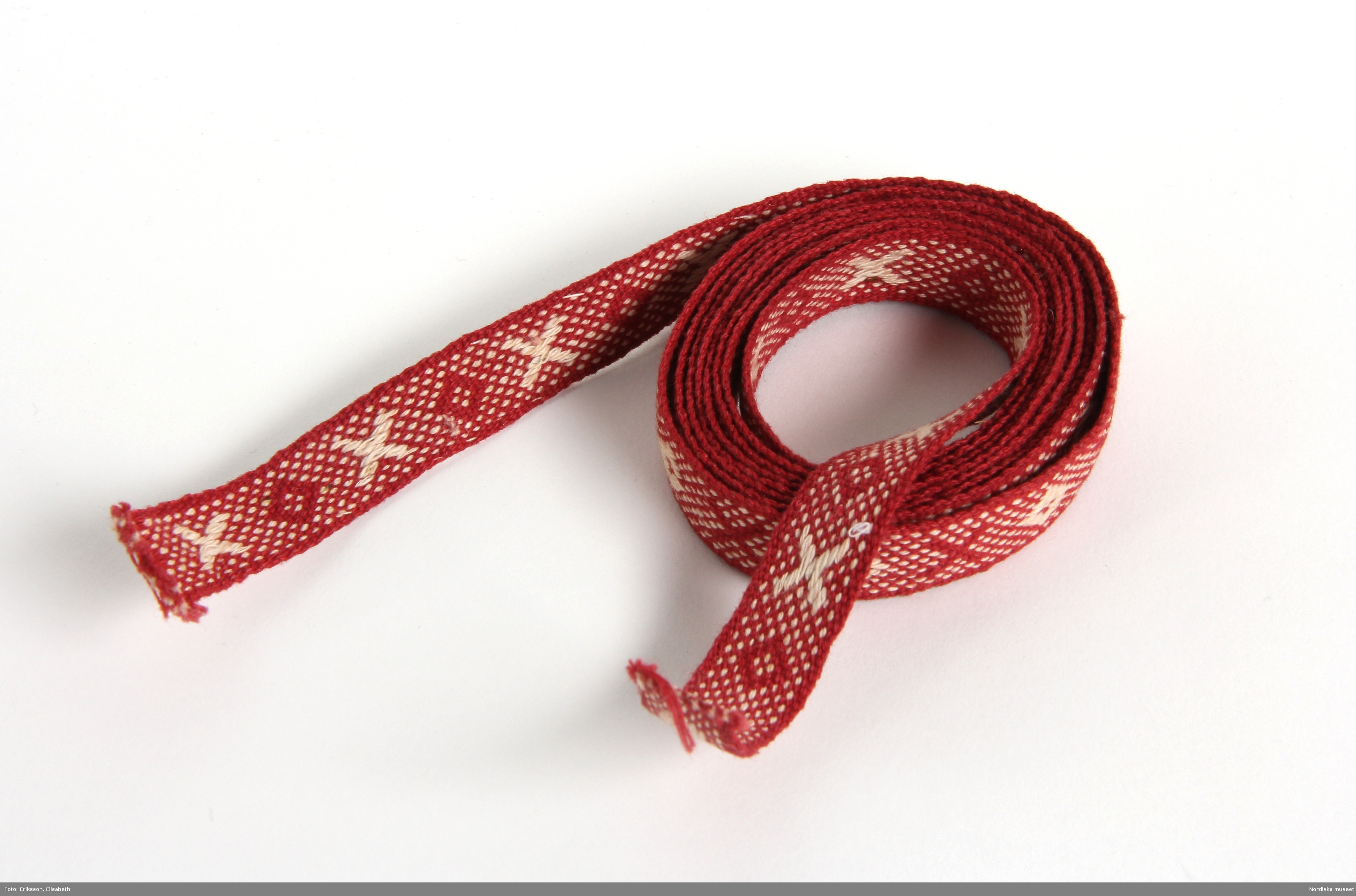
Band till dräkt från Småland Kalmar Nybro Södra Möre hd Madesjö.